# صوت سوريا العربية
كانت صوت سوريا العربية قناة إذاعية مقرها بغداد، تُبث للجمهور السوري. بدأت صوت سوريا العربية البث في 26 أكتوبر 1976 (وقت انعقاد القمة العربية في القاهرة). وكانت تبث يوميًا، وتوفر منبرًا لمعارضي حكومة الأسد للتحدث. ولم يعترف بموقع الإذاعة علنًا، ولكنه راديو بغداد كان الذي أعلن لأول مرة عن أخبار القناة الإذاعية الجديدة. ودعت صوت سوريا العربية شعب وجيش سوريا إلى التمرد ضد حكومة الأسد.
وكانت صوت سوريا العربية قد أغلقت في يونيو 1997، حيث تحسنت العلاقات بين حكومتي سوريا والعراق (وبالمثل، أغلقت سوريا إذاعتها 'صوت العراق').